# Sirène (S615)
Pour les autres navires du même nom, voir Sirène (sous-marin).
La Sirène (S615) est un sous-marin de construction britannique. Prêté par le Royaume-Uni à la France, il a servi dans la Marine nationale de 1952 à 1958.